# International Open Source Network
Das International Open Source Network (IOSN) war ein Gemeinschaftsprojekt des Entwicklungsprogramm der Vereinten Nationen (UNDP) und des Asia Pacific Development Information Programme (APDIP), die jeweils Unterabteilungen der Vereinten Nationen sind. Es wurde außerdem vom Internationalen Zentrum für Entwicklungsforschung (IDRC) in Kanada unterstützt.
Das IOSN bemühte sich darum, freie Software vor allem in Entwicklungsländern und im asiatischen Raum bekannt zu machen und zu verbreiten. Da viele ärmere Staaten der Erde beim Aufbau einer Computerinfrastruktur gerne auf Lizenzkosten für proprietäre Software verzichten, beriet das IOSN diese beispielsweise bei der Nutzung freier Software wie GNU/Linux, Apache oder OpenOffice.org. Daneben veranstaltete das IOSN Linux-Installationspartys und veröffentlichte Anleitungen für den Einsatz freier Software unter der Creative-Commons-Lizenz.